# 鍾皇后
鍾皇后（？—965年），南唐元宗李璟皇后、南唐後主李煜生母。
在南吴的时候，鍾皇后的父亲鍾泰章曾帮徐温杀死张颢，夺得权力。之後，鍾泰章将次女鍾氏许配给徐温义子徐知诰的儿子徐景通。升元元年（937年），徐知诰建立南唐，改名李昪。徐景通改名李璟，封齐王，鍾氏为齐王妃。升元七年（943年）三月初一，李璟即位，立鍾氏为皇后。鍾氏为人节俭淡然，生皇子李弘冀、李从嘉（即李煜）、李从善（存疑）、李从谦。北宋建隆二年（961年），李璟去世，李煜即位，尊生母鍾皇后为聖尊后（因避諱鍾氏父親鍾泰章的泰（太）字，不稱皇太后），乾德三年（965年）鍾太后得病，李煜亲侍汤药，十月，鍾太后病逝。祔葬李璟的顺陵，谥号光穆皇后。

## 影視形象

### 電視劇
| 劇名               | 演員 | 角色   |
| 《問君能有幾多愁》 | 潘虹 | 聖尊后 |